# 今野東
今野 東（こんの あずま、本名：今野 東吾（こんの とうご）、1947年12月17日 - 2013年4月24日）は、日本の政治家。衆議院議員（2期）、参議院議員（1期）、復興副大臣兼内閣府副大臣（野田第3次改造内閣）などを歴任。位階は従四位。

## 概要
宮城県塩竈市出身。宮城県農業高等学校、明治学院大学社会学部第二部社会学科を卒業。
東北放送の関連会社でアナウンス業務を務めた後、フリーアナウンサーに転向。東日本放送の『トーホク独立TV』や仙台放送の『CATCH』のキャスター等を務めた。1997年には「東方落語」を発足させ、家元として活動。
1992年6月、エスエル出版より小説『相澤村れんげ条例』を出版し、日本文芸大賞現代文学新人賞受賞。
難民支援基金理事長を務めた。

### 衆議院議員
2000年6月25日の第42回衆議院議員総選挙において、民主党公認で宮城1区に出馬し、元環境庁長官・愛知和男を破り初当選した（1区現象）。
同年、民主党代表の鳩山由紀夫が2年以内に憲法改正の方向性を打ち出す意向を表明したことに反発した鉢呂吉雄が、政治グループ『二十一世紀の民主党を考える会』を発起させると、これに参加。
2003年11月9日の第43回衆議院議員総選挙で再選されたが、今野及び宮城2区で当選した鎌田さゆりを支援していたNTT労働組合の幹部らが、公職選挙法において連座制の適用対象となる利害誘導罪で逮捕・起訴される不祥事が発生し、連座制適用となる判決を機に2005年4月28日議員辞職した。

### 参議院議員
2007年の第21回参議院議員通常選挙において民主党公認で比例区より出馬し、11万1457票を獲得し15位で当選。2年ぶりに国政に復帰。
2009年8月30日の第45回衆議院議員総選挙では、自らの後継である郡和子が小選挙区で初めて選出され（初挑戦だった前回は比例復活）、今野が万歳の音頭を取った。同年10月、民主党副幹事長に就任。
2010年9月29日、中国建国記念レセプションに出席した。
2011年5月18日、参議院本会議において、参議院憲法審査会規則の採決を他の民主党議員相原久美子、田城郁、有田芳生、大河原雅子ら4名と棄権し、参議院民主党執行部から口頭で注意された。
2011年9月、参議院懲罰委員長に就任するも、12月に行われた参議院本会議での原子力協定の造反により、党執行部に辞表を提出。
2012年10月、野田第3次改造内閣で復興副大臣兼内閣府副大臣に就任。
同年、次期総選挙に宮城2区の党公認候補として擁立されることが決定。前回の第45回総選挙で当選した斎藤恭紀が離党（除籍）、新党きづな（国民の生活が第一を経て日本未来の党）へ移籍したため、後任支部長に就任した。
同年12月4日、第46回衆議院議員総選挙に立候補したことに伴い、公職選挙法の規定により参議院議員を失職した(それにより樽井良和が繰り上げ当選)。同16日、比例復活もならず落選。
総選挙からわずか4か月後の2013年4月24日、午前0時32分に間質性肺炎のため、仙台市青葉区内の病院で死去。65歳没。贈従四位・旭日重光章。

## 発言・主張
- 安倍晋三を「国民の暮らしに目を向けず自らの主張をのみ繰り返し、国民から呆れられて退陣させられた総理大臣」と評している[6]。
- 日韓併合については、『「もう何回も謝っている」「いつまで謝ればいいんだ」という声もありますが、歴代の総理が謝り続けなければならない、それだけのことを日本はしたのです』と主張している。また、安重根を漢民族の志士と評している[7]。
- 選択的夫婦別姓制度の導入には賛成する。個人の尊重、男女の間の平等の観点から選択的夫婦別姓がのぞましい。政府が夫婦の姓を強制することは、婚姻がそもそも届出制度として成り立っていることから考えると矛盾した制度。国家が家族のあり方、夫婦それぞれの人生の選択といったことに法律により強制に干渉するのは誤り。現実問題として、結婚による改姓が職場では非常に不便なこととなっていること、少子化により一人っ子が増え、長男・長女同士の結婚が増えていることなどを考慮すると、選択的夫婦別姓は要求度の高い事項と考えられる。国際的に見ても、夫婦同姓を全面的に強制しているのはインド、タイ、（なお現在では、インド・タイも選択的夫婦別姓制に移行している）日本のみというのは、女性の権利、人格尊重といったことに日本政府がどれだけ疎いかの現れ、と述べている[8]。また、反対論に対しては、「夫婦別姓制度の導入により親子の姓が異なることが問題であると考えるなら、子どもに姓の選択権を与えればよい。また、別姓を希望するものが少数であることを理由として制度の導入を否定するのは間違いであり、少数者の意見を大事にすることは国会の責務である。」とも述べている[9]。
- 日本は「歴史認識をめぐって頑迷な態度を崩さず、周辺諸国と融和しようとしない国」だが、ドイツは「自ら犯した歴史の恥ときちんと向き合ってきた国」と述べている[10]。

## 活動
- 2004年、イラク日本人人質事件が発生すると、政府がイラクへ自衛隊を派遣したこと（日本政府は、当時イラクへの渡航自粛勧告とイラクからの退避勧告を行っていたが）や不十分な邦人保護対策が原因であるとし、誘拐犯グループが要求する『自衛隊の即時撤退』に従うように小泉純一郎総理大臣に求めた[11]。
- 2008年1月、大阪府知事選挙に橋下徹が出馬すると「人権感覚もなく、平和についての考え方も強者の論理しかもっていない危険な人物」の当選を阻止するため、近藤昭一・稲見哲男らと「核武装論知事を誕生させない会」を結成する[6]。
- 2011年5月18日、参議院本会議において、参議院憲法審査会規則の採決を他の民主党議員相原久美子、田城郁、有田芳生、大河原雅子の4名と共に棄権し、参議院民主党執行部から口頭で注意された[4]。

### 戦後補償問題への取り組み
- 2002年4月9日、アジア太平洋戦争時の千島に連行されたとされる朝鮮人に関する質問主意書を国会に提出。日韓基本条約の請求権協定とは別に、歴史的・政治的・道義的責任から朝鮮人軍属や遺族に対する責任を、日本政府がどのように果たすのかを追求した[12]。
- 2002年11月22日、強制連行朝鮮人名簿に関する質問主意書を提出し、強制連行された朝鮮人の名簿を日本政府が自主的に作るべきではないかと訴えた[13]。
- 2005年4月22日、衆議院外務委員会で、旧日本軍が中国に遺棄したとされる化学兵器によって、直接・間接的な被害にあった中国人に対して、日本政府に謝罪と賠償をどのようにするのか問いただした。また、日韓基本条約の請求権協定が1945年8月以降であるが、シベリア抑留を受けた韓国人はそれ以降に該当するので、日本政府は韓国人たちの賠償請求に応じるべきだと、何度も詰め寄った[14]。
- 2008年6月10日、韓国の『太平洋戦争前後の国外強制動員犠牲者の支援法』に連動し、戦時下朝鮮人強制動員被害者の名簿など被害認定関係資料の調査と提供に関する質問主意書を提出した[15]。
- 2008年6月10日、『日本の戦後処理として残されている遺骨問題の解決に関する質問主意書』を参議院に提出し[16]、以下の質問を行った。
  - 朝鮮半島出身の軍人・軍属の遺骨を返却する際の式典には、両院議長・最高裁判所長官の参列と、内閣総理大臣が直に「お詫びの言葉」を述べるべきではないか。
  - 朝鮮半島出身の軍人・軍属の遺骨を返却まで戦後63年間かかったことをお詫びするべきではないか。
  - 政府は遺族への弔意金を30万ウォン支払ったが少なすぎる。最低でも300万ウォンを支払うべきではないか。
  - 北朝鮮に遺族がいる場合は、国交正常化がなくとも、人道的な立場から解決を図るべきではないか。
- 2009年2月28日、韓国シベリア朔風会に謝罪するために訪韓。「被害者の恨みを晴らしてあげなくちゃいけない」と語り、被害者保証制度の立法化を約束した[17]。
- 2010年8月19日、日韓併合100年を契機に「植民地支配過程で被害にあった韓国人とその子孫たちに対して日本政府の十分な賠償を促す」ことを目的とした「韓日過去史の解決と未来に向けた平和議員会議」に民主党の斎藤勁、石毛鍈子両衆院議員、社民党の福島瑞穂党首ら民主、社民、共産３党など左派・リベラル色の強い衆参両議員１４人が参加し、韓国の国会議員らとともに日本による韓国併合の違法性、戦後補償と慰安婦問題、在日韓国人の地方参政権問題などの解決方法について議論した[18][19]。その議論で　今野東参院議員は「（先の臨時国会の）予算委員会では「談話は出さないでしょうね」などと（野党から）厳しい意見にさらされたが、よく出したと評価している。そうした日本の国会の状況をみると、（韓国側に）ほめていただくことで調子がよくなっていくということもあるので、よろしくお願いしたい。戦後補償を考える議員連盟でドイツに行った。過去の歴史と正面から向き合い、戦後補償がうまくいった同国をみて、今後のシナリオを考えるのもいい。」と総括した。

。
- 2009年10月9日、富山不二越女子挺身隊訴訟（第2次大戦中、女子勤労挺身隊として朝鮮半島から強制連行されて機械メーカー、不二越（富山市）で労働を強いられたとして、韓国人の元労働者や遺族ら23人が国と同社に、謝罪と未払い賃金など計約1億円の支払いを求めた訴訟。2009年3月8日に名古屋高裁が棄却済）を支援する院内集会の呼びかけ人となる。
- 2009年5月6日、1932年に中国で起きた平頂山事件について日本政府に公式謝罪を求める議員団に参加[21]。
- 2010年10月7日、衆議院第2議員会館で開催された「韓国・朝鮮の遺族とともに遺骨問題の解決へ全国連絡会（代表：上杉聰）」に藤谷光信・白眞勲・相原久美子・石毛鍈子・服部良一と共に参加し、「（日本国は朝鮮半島に対する植民地支配の）責任を認め、（問題解決の）早期実現に全力でとりくむ」ことを求める決議を採択した。この時、今野は「強制労働があった場所に碑を建てるなどし、二度と起こさないという決意を示すことが大切だ」と挨拶している[22]。
- 2011年2月25日、衆議院第1議員会館で土肥隆一・石毛えい子・阿部知子・笠井亮らと、韓国の国会人権フォーラム代表の黄祐呂議員らと協議会を開催。被害を受けたと主張する韓国人側に立ち日本政府に責任を問う訴訟を行ってきた高木健一弁護士が主導したサハリン残留韓国人の補償と支援に向け、日韓の企業と政府が一定の基金を出し合い、財団を設立する案に合意した[23][24]。
- 2011年12月16日、女たちの戦争と平和資料館が宋神道を招いて主催した『韓国水曜デモ1000回アクション in Tokyo「 外務省を「人間の鎖」で包囲しよう！」』に参加し、解決に向かって努力することを約束した[25]。
- 本岡昭次からは「従軍慰安婦問題について、私の志を継いでくれる人」と後継者に指名されている。また、戦後補償ネットワークの有光健は「戦後補償を正面から掲げているのは今野さんだけ」「期待というより、今野さんと一緒に法案を動かして行く、当選後もしっかり応援していきたい」と支援している。

### 日朝関係への取り組み
- 2004年3月29日、「国際刑事裁判所と北朝鮮による日本人拉致事件に関する質問主意書」を参議院に提出し、日本政府は国際刑事裁判所設立条約を批准し、北朝鮮による日本人拉致事件を付託することを提案する[26]が、拉致問題は日本国と北朝鮮の国家間で解決する問題であり、付託する意思はないこと。また、仮に付託したとしても、北朝鮮は国際刑事裁判所に関するローマ規程を批准していないため、解決に結びつけるのは困難であるとの回答を引き出した[27]。
- 2008年7月24日、朝鮮総連が主催する集会に参加。安倍内閣が北朝鮮による日本人拉致問題を重視し、北朝鮮に強硬な姿勢を取っていることを非難し、対話を通じた日朝間の懸案解決と国交正常化の実現を訴えた[28]。
- 日朝国交正常化連絡会（清水澄子代表）が主催する「在日朝鮮人の権利確立と新しい日朝関係を求める集会」に参加し、挨拶を行う[29]。
- 2011年2月9日、「高校無償化の朝鮮学校への即時適用を求める院内集会」に参加した[30]。

### 日韓関係への取り組み
- 2006年10月18日、土肥隆一らと韓国クリスチャン国会議員との懇談会を開催し、韓国の国会議員たちと安倍内閣に対する評価、歴史認識などについて議論した[31]。
- 2009年3月6日、朝鮮日報1月3日の記事「"独島、日本の島ではない"日本の法令発見」に連動し、『竹島を適用除外とする法令に関する質問主意書』を国会に提出。1951年の総理府令第二十四号によれば、竹島は法律の適用外に指定されており、日本が領有権を主張するのは矛盾しているのではないかと主張した[32]。政府は総理府令第二十四号は財産の整理に関する法律であって、領有権とは関係がないことを説明した。
- 2010年4月21日、慰安婦を称する姜日出を招いて開催された「戦時性的強制被害者問題解決促進法案提出」提出十周年記念集会に参加し、戦時性的強制被害者問題解決促進法案の成立を目指す強い思いを語った[33]。
- 2010年5月3日、訪米し、慰安婦問題の対日謝罪要求決議の成立に深く関わったニューヨークの韓国人有権者協議会会長キム・ドンスクと意見交換を行う[34]。
- 2010年5月12日、韓国の姜昌一・黄祐呂らと、「100年前の日本による韓国併合が当初から無効だったということを確認し 、日本政府による正式な謝罪を求め 、未来志向的な韓日関係の定義付けを図り、最終的には日本が過去の植民地支配を反省するという内容の決議案を国会で採択する 」という日韓議員による共同声明を発表する意向であることが韓国で報道された[35]。
- 2010年8月19日、日韓併合100年を契機に「植民地支配過程で被害にあった韓国人とその子孫たちに対して日本政府の十分な賠償を促す」ことを目的とした「韓日過去史の解決と未来に向けた平和議員会議」に参加し、韓国の国会議員らとともに日本による韓国併合の違法性、戦後補償と慰安婦問題、在日韓国人の地方参政権問題などの解決方法について議論した[36][19]。議論の結果について「（先の臨時国会の）予算委員会では「談話は出さないでしょうね」などと（野党から）厳しい意見にさらされたが、よく出したと評価している。そうした日本の国会の状況をみると、（韓国側に）ほめていただくことで調子がよくなっていくということもあるので、よろしくお願いしたい。戦後補償を考える議員連盟でドイツに行った。過去の歴史と正面から向き合い、戦後補償がうまくいった同国をみて、今後のシナリオを考えるのもいい。」と総括した[37]。

### 外国人参政権運動
- 2010年2月9日、全国都道府県議会議長会が東京都内で開いた「永住外国人の地方参政権についての各政党との意見交換会」に参加。「今は鎖国するわけにいかない」と外国人への参政権を認めることを訴えた[38]。

### 不法滞在外国人に対する取り組み
- 2006年11月、法務省入国管理局が難民不認定処分と国外退去処分を下したイラン人に対して、処分の取り消しを求める運動の呼びかけ人になる[39]。
- 2009年3月17日、参議院法務委員会で、他人名義のパスポートにより日本に不法入国した家族が法務省に在留特別許可を求めている問題について、強制送還をせずに、一家全員を日本に在留させる特別措置をするよう森英介法務大臣に求めた。
- 2009年5月14日、出入国管理及び難民認定法改正に反対する集会「特別永住者にとってプラスになるか？」に参加。「法には本来、弱者のために幅を持たせなければならない」と法案成立に反対した[40]。

### JR労働組合との関係
- 2002年10月、警視庁公安部が「組合の指示に従わない運転手を退職に追い込んだ」として逮捕したJR東労組の副委員長（2009年6月、懲役1年6月・執行猶予3年が決定）らを「警察による不当な弾圧だ」と抗議、7人の釈放を求める要求書に署名した[41]。
- 2009年10月31日、JR東労組と美世志会が主催する浦和電車区事件の支援集会に参加し、「犯罪を無理矢理仕立て上げて、作りあげて、無垢の市民を罪に陥れることを国家がやっては絶対になりません。公正な社会を創るために、民主党一丸となって行動しますので、よろしくお願い致します。」と挨拶した[42]。

### その他
- 国鉄労働組合や部落解放同盟の支援を受けている[43]。
- 社民党の福島瑞穂元党首は、『（今野の）考え方は、私とほとんど同じ』[44]と語っている。
- 2011年5月18日、参議院本会議において、参議院憲法審査会規則の採決を他の民主党議員相原久美子、有田芳生、田城郁、大河原雅子ら4名と棄権し、参議院民主党執行部から口頭で注意された[4]。棄権の理由は「ノーコメントだ」とした[4]。

## 所属していた団体・議員連盟
- リベラルの会（代表世話人）
- アムネスティ議員連盟
- 朝鮮半島問題研究会（常任幹事）
- 戸籍法を考える議員連盟
- 在日韓国人をはじめとする永住外国人住民の法的地位向上を推進する議員連盟
- 恒久平和のために真相究明法の成立を目指す議員連盟
- 戦後補償を考える議員連盟（幹事長）
- 人権問題を市民とともに考える議員連盟（副会長）
- 日韓キリスト教議員連盟